# العلاقات الدنماركية الروسية

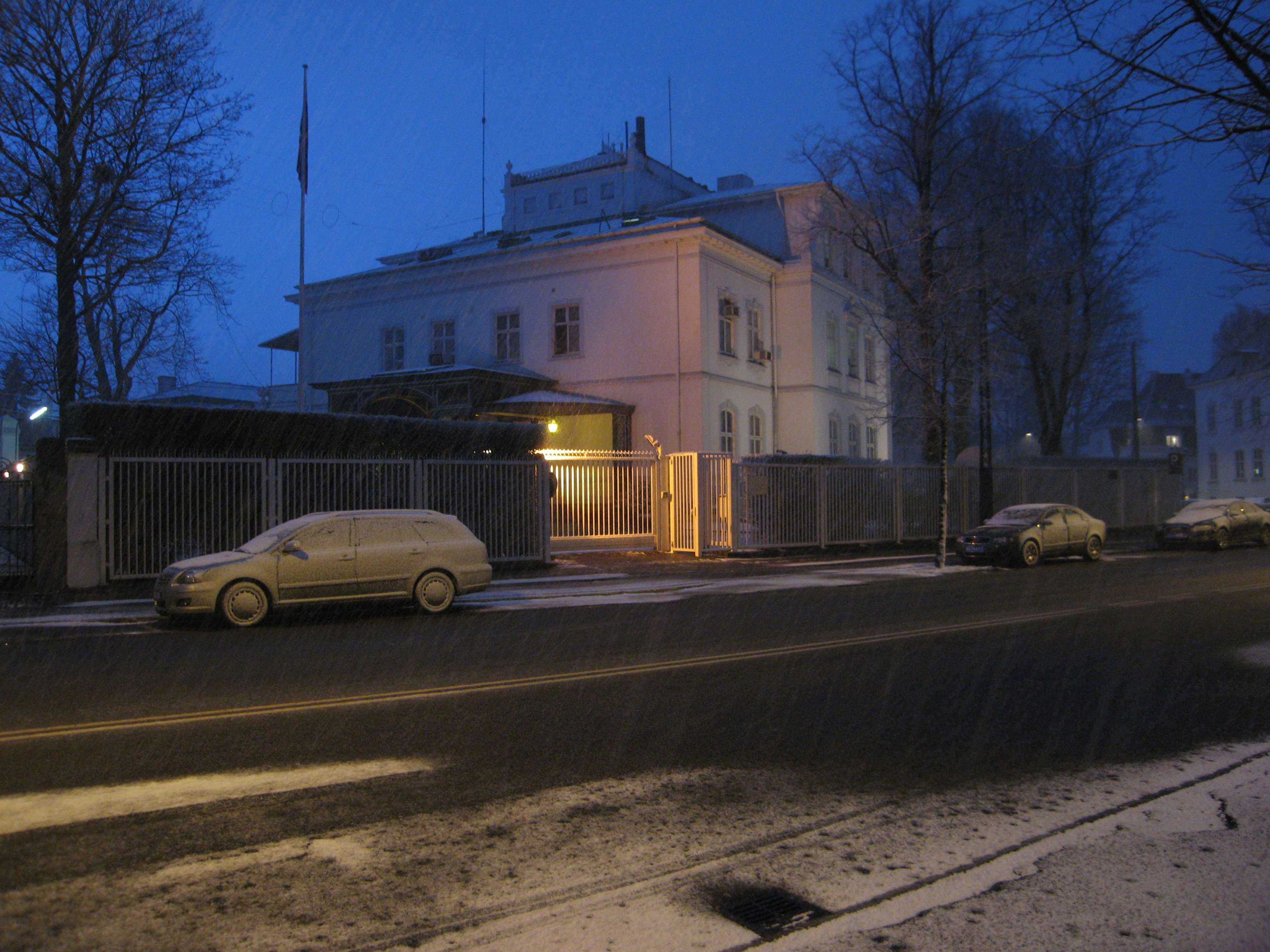
السفارة الروسية في كوبنهاغن

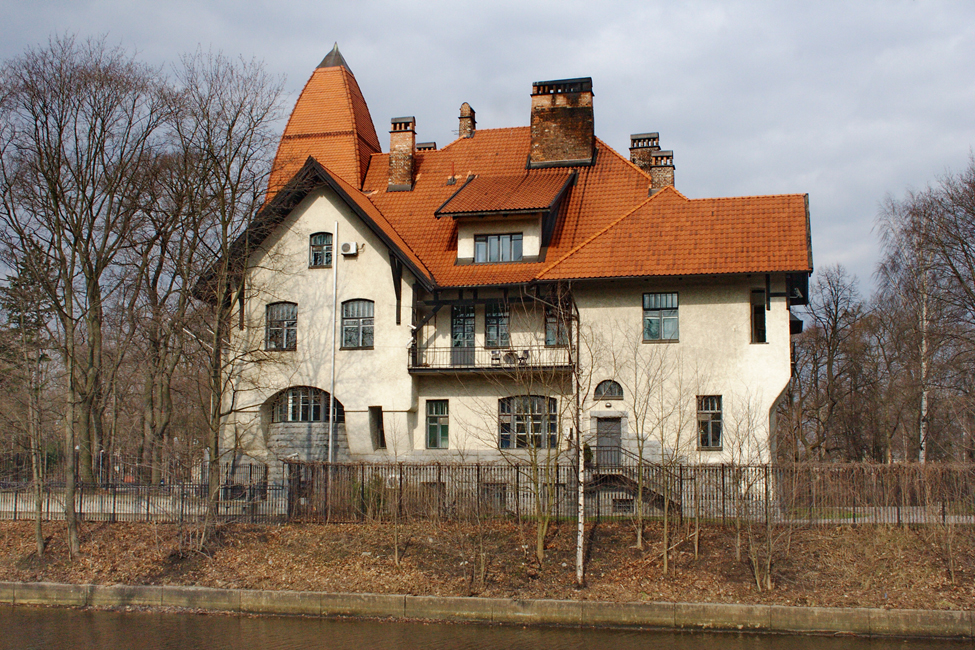
القنصلية العامة الدنماركية في سانت بطرسبرغ

العلاقات الدنماركية الروسية هي العلاقات الثنائية التي تجمع بين الدنمارك وروسيا.

## مقارنة بين البلدين
هذه مقارنة عامة ومرجعية للدولتين:
| وجه المقارنة                                              | الدنمارك                                                     | روسيا                                   |
| --------------------------------------------------------- | ------------------------------------------------------------ | --------------------------------------- |
| المساحة (كم2)                                             | 42.92 ألف                                                    | 17.08 مليون                             |
| عدد السكان (نسمة)                                         | 5.79 مليون                                                   | 146.80 مليون                            |
| الكثافة السكانية (ن./كم²)                                 | 134.9                                                        | 8.59                                    |
| العاصمة                                                   | كوبنهاغن                                                     | موسكو                                   |
| اللغة الرسمية                                             | اللغة الدنماركية                                             | اللغة الروسية                           |
| العملة                                                    | كرونة دنماركية                                               | روبل روسي                               |
| الناتج المحلي الإجمالي (بليون دولار)                      | 324.87 مليار                                                 | 1.58 تريليون                            |
| الناتج المحلي الإجمالي (تعادل القوة الشرائية) بليون دولار | 278.61 مليار                                                 | 3.69 تريليون                            |
| الناتج المحلي الإجمالي الاسمي للفرد دولار أمريكي          | 51.99 ألف                                                    | 9.09 ألف                                |
| الناتج المحلي الإجمالي للفرد دولار أمريكي                 | 45.54 ألف                                                    |                                         |
| مؤشر التنمية البشرية                                      | 0.900                                                        | 0.798                                   |
| رمز المكالمات الدولي                                      | +45                                                          | +7                                      |
| رمز الإنترنت                                              | .dk                                                          | .ru، .рф، .рус ‏، .su                    |
| المنطقة الزمنية                                           | توقيت وسط أوروبا، ت ع م+02:00، ت ع م+01:00، أوروبا/كوبنهاجن ‏ | Magadan Time ‏، ت ع م+02:00، ت ع م+12:00 |

## مدن متوأمة
في ما يلي قائمة باتفاقيات التوأمة بين مدن دنماركية وروسية:
- ترتبط آرهوس مع سانت بطرسبرغ باتفاقية توأمة منذ 1946.[16][16]
- ترتبط Nordborg [الإنجليزية]‏ مع كرنشتات باتفاقية توأمة.
- ترتبط Aalborg Municipality [الإنجليزية]‏ مع بوشكين باتفاقية توأمة منذ 1961.[17][18][19][20]
- ترتبط أودنسه مع كالينينغراد باتفاقية توأمة منذ 22 أبريل 1989.[21][21][21][21]
- ترتبط آلبورغ مع كالينينغراد باتفاقية توأمة منذ 2000.[22][23][24][25]

## منظمات دولية مشتركة
يشترك البلدان في عضوية مجموعة من المنظمات الدولية، منها:
| علم المنظمة | اسم المنظمة                        | تاريخ انضمام الدنمارك | تاريخ انضمام روسيا |
| ----------- | ---------------------------------- | --------------------- | ------------------ |
|             | المجلس القطبي                      | ?                     | 19 سبتمبر 1996     |
|             | منظمة الشرطة الجنائية الدولية      | ?                     | 27 سبتمبر 1990     |
|             | الاتحاد البريدي العالمي            | ?                     | ?                  |
|             | منظمة التجارة العالمية             | 1995                  | 22 أغسطس 2012      |
|             | الفريق المعني برصد الأرض           | ?                     | ?                  |
|             | مجموعة الموردين النوويين           | ?                     | ?                  |
|             | مؤسسة التنمية الدولية              | 30 نوفمبر 1960        | 16 يونيو 1992      |
|             | اتفاقية السماوات المفتوحة          | ?                     | ?                  |
|             | منظمة الأمن والتعاون في أوروبا     | 25 يونيو 1973         | 1992               |
|             | مؤسسة التمويل الدولية              | 20 يوليو 1956         | 12 أبريل 1993      |
|             | مجلس أوروبا                        | ?                     | 28 فبراير 1996     |
|             | منظمة حظر الأسلحة الكيميائية       | ?                     | ?                  |
|             | الأمم المتحدة                      | 24 أكتوبر 1945        | 24 أكتوبر 1945     |
|             | الاتحاد الدولي للاتصالات           | 1866                  | 1866               |
|             | البنك الدولي للإنشاء والتعمير      | 30 نوفمبر 1960        | 16 يونيو 1992      |
|             | وكالة ضمان الاستثمار متعدد الأطراف | 12 أبريل 1988         | 29 ديسمبر 1992     |
|             | مجلس دول بحر البلطيق               | ?                     | ?                  |
|             | نظام تحكم تكنولوجيا القذائف        | 1990                  | 1995               |
|             | يونسكو                             | 4 نوفمبر 1946         | 21 أبريل 1954      |

## أعلام
هذه قائمة لبعض الشخصيات التي تربطها علاقات بالبلدين:

## وصلات خارجية
- موقع وزارة الخارجية الدنماركية
- موقع وزارة الخارجية الروسية